# Ota II. Habsburský
Ota II. Habsburský († 8. listopadu 1111) byl hrabě habsburský, lantkrabě Horního Alsaska a rychtář z Muri. Byl jedním z předků rodu Habsburků a zároveň prvním Habsburkem, jenž užíval přídomku „Habsburský“.

## Život
Po svém otci Wernerovi I. zdědil spoustu majetku v dnešním Švýcarsku včetně hradu Habsburg. Po smrti své babičky Idy Lotrinské, která byla vnučkou pařížského hraběte Huga Velikého a rovněž vnučkou východofranského krále Jindřicha I. Ptáčníka, přešly na Otu II. i statky v Alsasku. Otova matka pocházela z rodu bádenských hrabat.
V roce 1108 doprovázel císaře Jindřicha V. na tažení do Uherska, jejímž cílem bylo zabránit korunovaci syna uherského krále Kolomana Štěpána. Vzhledem k Otově nepřítomnosti byly ovšem rozpoutány spory o jeho majetek. Roku 1111 byl Ota II. zavražděn v Badenheimu poblíž Mohuče. Otovy ostatky spočinuly v opatství v Muri.
Po Otově smrti byl majetek převeden na jeho syna Wernera II., který však v té době ještě nedovršil plnoletosti. Kvůli tomu titul rychtáře z Muri zdědil Wernerův bratr Albrecht s nominálním titulem hraběte habsburského.